# Comté de Marlboro
Le comté de Marlboro est l’un des 46 comtés de l’État de Caroline du Sud, aux États-Unis. Il a été fondé en 1785. Son siège est la ville de Bennettsville. Selon le recensement de 2010, la population du comté est de 28 933 habitants.

## Géographie
Le comté a une superficie de 1 257 km², dont 1 242 km² est de terre. 

## Démographie
| 1790   | 1800  | 1810  | 1820  | 1830  | 1840  |
| ------ | ----- | ----- | ----- | ----- | ----- |
| 10 706 | 5 452 | 4 966 | 6 425 | 8 582 | 8 408 |

| 1850   | 1860   | 1870   | 1880   | 1890   | 1900   |
| ------ | ------ | ------ | ------ | ------ | ------ |
| 10 789 | 12 434 | 11 814 | 20 598 | 23 500 | 27 639 |

| 1910   | 1920   | 1930   | 1940   | 1950   | 1960   |
| ------ | ------ | ------ | ------ | ------ | ------ |
| 31 189 | 33 180 | 31 634 | 33 281 | 31 766 | 28 529 |

| 1970   | 1980   | 1990   | 2000   | 2010   | - |
| ------ | ------ | ------ | ------ | ------ | - |
| 27 151 | 31 624 | 29 361 | 28 818 | 28 933 | - |